# Carsten Islington
Carsten Nørgaard Islington (født 23. juli 1953) er en dansk historiefortæller, foredragsholder, klummeskriver, tegner og sandkunstner. Han er søn af Kaj Islington og Else Nørgaard Islington.
Carsten Islington startede som historiefortæller i 1993 og rejste rundt med sit telt, Troldelog. Her holdt han et foredrag for børn med tegninger om trolde.
Han har fra 1997 lavet tv og radio og optrådt i hele landet med autobiografiske historier for voksne.
I dag arbejder han med foredrag, forelæsninger, workshops og shows om historiefortælling og sandkunst.

## Privat
Islington er opvokset i Vesterbro. Han var gift med Joan Ørting i 15 år frem til 2016.

## Shows
- ”Islington Evening”. Et show der foregik månedligt, over en årrække, på PH Cafeen. Altid sammen med en kendt gæst og Øyvind Ougaard som musikalsk partner.
- ”Storyentertainment” Et gentagende show på Kellerdirk sammen med Gravers Graversen og Farshad Kholghi.
- Storyentertainershows på Park, Nørrebro, sammen med Gravers Graversen, Henrik Strube og fast musik af Øyvind Ougaard. Altid med en kendt gæst fra verdenen af teater, film, litteratur, politik eller musik.

### Tv- og radioudsendelser
- "Billet til Australien”, 1993, DR1 portrætudsendelse.
- ”Fra Vesterbro til verdens ende”, 1997, DR2 TV-serie i 24 afsnit.
- ”Jul på hjul med Carsten Islington”, DR2 julekalender for voksne.
- ”Afrikaturen”, P3 radioføljeton i 5 afsnit.
- "Islington Fortæller", TV2 Charlie. TV-serie i 4 afsnit.

### Illustratitionsopgaver
- Klaskepot Rune T. Kidde
- Tossepose Rune T. Kidde
- Lava en tegneserie
- Ta mig! Joan Ørting
- Elsk dig selv og bliv elsket Joan Ørting

### Andet
- ”Nordlyd” Sand Art til DR Pigekorets sommerkoncert
- "H.C. Andersen" Sand Art, Youtube DK
- Gale Veje, CD